# 曹亚范 (1943年)
曹亚范（1943年9月—），女，黑龙江巴彦人，中华人民共和国政治人物，曾任黑龙江省人民政府省长助理，黑龙江省经济贸易委员会主任，黑龙江省政协副主席。